# Euprosopia remota
Euprosopia remota är en tvåvingeart som beskrevs av Mcalpine 1973. Euprosopia remota ingår i släktet Euprosopia och familjen bredmunsflugor. Inga underarter finns listade i Catalogue of Life.